# Lac-Simon (réserve indienne)
Pour les articles homonymes, voir Lac-Simon.
Lac-Simon (ou Simosagigan) est une réserve indienne Anishinaabeg du Québec enclavée dans la MRC de La Vallée-de-l'Or en Abitibi-Témiscamingue,. La majorité des membres de la Nation anishnabe du Lac Simon y réside aujourd'hui.

## Toponymie
Le territoire porte le nom du Lac Simon dont le nom rappelle le premier chef de la réserve, un des frères du chef de Grand-Lac-Victoria. « La forme locale alors relevée Simo Sagahigan pourrait aussi avoir été tirée du nom d'une espèce de canard maintenant disparu de la région, le canard branchu, sans doute une déformation du mot algonquin siamo ».

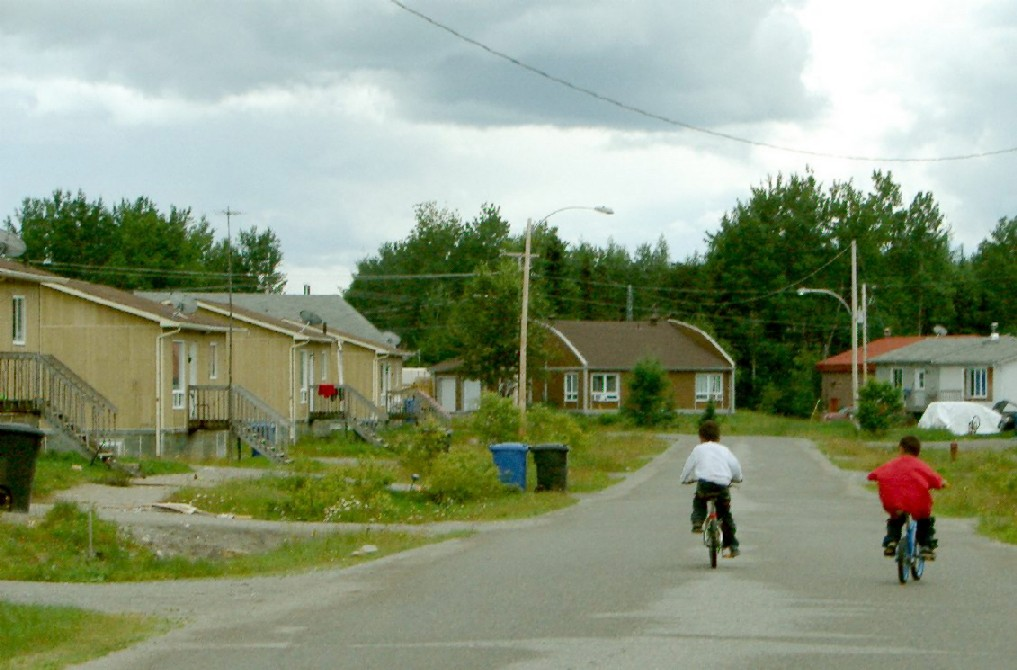
Enfants de Lac-Simon à vélo.

## Histoire
- Vers 1910 : le missionnaire oblat Étienne Blanchin et la Compagnie de la Baie d'Hudson encouragent des Algonquins, principalement de Grand-Lac-Victoria, à venir s'établir à Lac-Simon ;
- 1924 : les Oblats y établissent une mission permanente; elle ferme ses portes en 1930, lors du départ du père Blanchin ;
- 1940 : elle est à nouveau fréquentée par quelques familles ;
- 1962 : création de la réserve indienne de Lac-Simon ;
- 1963 : l'église et le presbytère sont remis en état ;
- Vers 1965-1966 : plusieurs familles quittent la région de Lebel-sur-Quévillon pour venir joindre celles établies à Lac-Simon ;
- 1969 : déménagement de la communauté, jusque-là située au bord du lac, sur une butte localisée à quelques dizaines de mètres du lac ;
- 1972 : construction d'une école qui accueillera également des jeunes Algonquins de Kitcisakik ;
- 20 mai 2016 : le gouvernement du Canada transfère 3,57 km2 de territoire de la ville de Val-d'Or à la réserve indienne de Lac-Simon au profit de la Première Nation Anishnabe du Lac-Simon[4].

## Géographie
La communauté, enclavée dans Val-d'Or, est située sur la rive ouest du lac Simon.

## Éducation
Il y a trois écoles : l'école primaire Amikobi, l'école secondaire Amik-Wiche et le Centre Régional d'Éducation des Adultes Kitci Amik.

## Gentilé
La population de Lac-Simon se nomme aussi « les Anishinabeg » ou « les vrais hommes ». Ils sont Algonquins et ils parlent algonquin, français et anglais.

## Démographie
Le chef de la communauté est Adrienne Jérôme.
| 2001 | 2006  | 2011  | 2016  | 2021  |
| ---- | ----- | ----- | ----- | ----- |
| 993  | 1 165 | 1 403 | 1 380 | 1 285 |